# Telma Reca

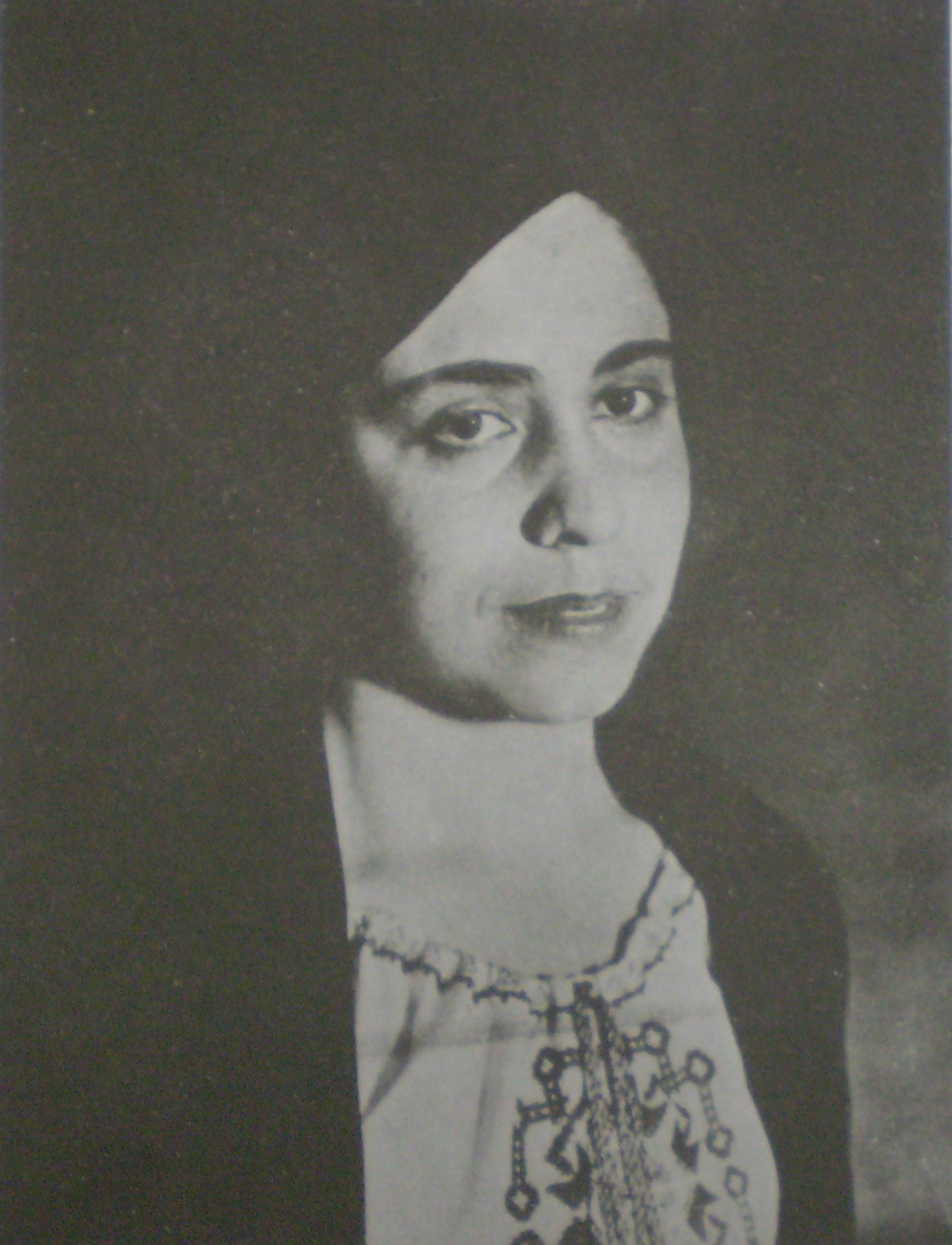
Telma Reca, 1971

Telma Reca (* 8. Januar 1904 in San Juan, Argentinien; † 16. Juni 1979 in Buenos Aires, Argentinien) war eine argentinische Medizinerin, Psychiaterin  und Hochschullehrerin. Sie war die erste ordentliche Professorin für Psychologie an der Universidad de Buenos Aires (UBA). Sie gründete 1934 das Centro de Psicología y Psicopatología de la Edad Evolutiva, welches eines der ersten Zentren dieser Art in Lateinamerika war, das sich auf psychologische und psychiatrische Hilfe für Kinder konzentrierte.

## Leben und Werk
Reca studierte Medizin an der Universidad de Buenos Aires (UBA). Sie schloss ihr Studium 1928 ab und war von 1929 bis 1937 Ärztin am Hospital de Clínicas der UBA. 1931 erwarb sie den Master of Arts am Vassar College in New York und promovierte 1932 an der UBA. Für ihre Dissertation erhielt sie den Eduardo-Wilde-Preis. Diese Auszeichnung ermöglichte ihr erneut eine Reise in die USA. Mit einem Stipendium arbeitete sie am Johns Hopkins Hospital mit Leo Kanner zusammen, einem angesehenen Pionier in der Erforschung psychopathologischer Störungen bei Kindern und Jugendlichen. Von da an forschte sie in dem Bereich der Psychologie und Psychopathologie von Kindern und Jugendlichen.
Nach ihrer Rückkehr 1934 gründete sie in Argentinien die erste Klinik für psychische Gesundheit von Kindern. 1935 veröffentlichte sie ihr erstes Buch Treatise on Child Psychiatry. Später veröffentlichte sie als Ergebnis ihrer Forschungen weitere Bücher, die Teil der Pflichtbibliographie im Bereich Mentale Gesundheit wurden. Parallel dazu arbeitete sie in der Direktion Mutterschaft und Kindheit des Nationalen Gesundheitsministeriums.
1941 erhielt sie den Titel einer Gerichtsmedizinerin. 1942 und 1947 war sie Stipendiatin der Rockefeller-Stiftung. Sie vertiefte ihr Studium der Kinderpsychiatrie und studierte die Organisation von Kinderberatungskliniken, wobei sie Forschungen zu den Ergebnissen der Psychotherapie bei Kindern und Jugendlichen durchführte. In den Jahren von 1937 bis 1948 war sie Leiterin der Abteilungen  der Hygieneabteilung des Ministeriums für Sozialhilfe und öffentliche Gesundheit.
Von 1955 bis 1957 ließ sie sich in den Vereinigten Staaten nieder und arbeitete nach ihrer Rückkehr nach Argentinien an der Einrichtung  des Studiengangs Psychologie mit der Fakultät für Philosophie und Literatur an der UBA.
Sie war Professorin an verschiedenen Lehrstühlen, von 1958 bis 1966 in der Entwicklungspsychologie I und II, von 1960 bis 1966 an der Kinderklinik I und II und von 1961 bis 1963 Direktorin der Abteilung für Psychologie. Sie gründete das der Universität Buenos Aires angegliederte Zentrum für Evolutionspsychologie und Psychopathologie, das von 1956 bis 1966  interdisziplinäre Hilfe leistete und Forschung durchführte.
Reca war eine der Professorinnen, die sich im Juni 1966 gegen die Aufhebung der Universitätsreform durch Generalleutnant Juan Carlos Onganía aussprachen, die mit der demokratischen Regierung von Arturo Illia durchgeführt worden war. Daraufhin wurde sie von der Universität als Professorin entlassen. Zu dieser Zeit leitete Reca den Internationalen Kongress für Kinderpsychiatrie in Edinburgh.
1967 gründete sie zusammen mit einigen Mitarbeitern die private Institution Center for Medical-Psychological Studies of Children and Adolescents (CEAM), deren Zweck es war, die Arbeit der Abteilung fortzusetzen.
Sie starb 1979 im Alter von 74 Jahren in Buenos Aires.

## Veröffentlichungen (Auswahl)
- De la vida norteamericana. Buenos Aires, 1932.
- Delincuencia infantil en los Estados Unidos y en la Argentina. Tesis de Doctorado, Universidad de Buenos Aires, Talleres Gráficos de la Penitenciaría Nacional.
- Nuevas perspectivas de la terapéutica educacional en psicopatalogía infantil. Revista de Pediología, 1 (8), 1937, S. 20–25.
- Problemas médicos sociales de la asistencia de niños necesitados en los Asilos de Buenos Aires. Boletín Sanitario del Departamento Nacional de Higiene, A-o II, 1938, S. 823–849.
- Estudio sobre algunas condiciones de vida del niño de 2 a 6 a-os en la Capital y en el Interior del país. Archivos de la Secretaría de Salud Pública, III (14), 1948, S. 64–77.